# Stephan Ruggeri
Stephan Ruggeri (Buenos Aires, 13 de octubre de 1996) es un exfutbolista argentino. Jugaba como defensor. Es hijo del exfutbolista y entrenador Oscar Ruggeri y de Nancy Otero.

## Trayectoria

### Carrera de 2016 a 2019
Ruggeri se formó en las juveniles de River Plate, Vélez Sarsfield y Platense, pero comenzó su carrera como futbolista profesional en la Primera B Nacional con Crucero del Norte. Hizo su debut el 30 de agosto de 2016, comenzando un encuentro contra Nueva Chicago en el que jugó 44 minutos y se fue expulsado tras recibir una tarjeta roja por doble amarilla. Hizo más apariciones contra Santamarina, Flandria y Juventud Unida de San Luis en la temporada 2016-17, que concluyó con el descenso al Torneo Federal A de su equipo. 
Ruggeri jugó la temporada 2017-18 en el tercer nivel, pero no con Crucero del Norte sino con Huracán Las Heras, club al que se unió en agosto de 2017. Sólo vio acción en dos encuentros. 
Firma con Los Andes de Primera B Nacional en 2018. Ruggeri no jugó ningún partido con Los Andes, aunque fue un suplente no utilizado para un partido de liga contra Central Córdoba de Santiago del Estero el 23 de noviembre de 2018.

### 2019: Milwaukee Torrent
En junio de 2019, Ruggeri se trasladó de la Argentina a los Estados Unidos de América al acordar términos con Milwaukee Torrent de la National Premier Soccer League.

## Clubes
Actualizado al 20 de octubre de 2017
| Club              | País           | Año         | Partidos | Goles |
| ----------------- | -------------- | ----------- | -------- | ----- |
| Crucero del Norte | Argentina      | 2016 - 2017 | 4        | 0     |
| Huracán Las Heras | Argentina      | 2017 - 2018 | 2        | 0     |
| Los Andes         | Argentina      | 2018 - 2019 | 0        | 0     |
| Milwaukee Torrent | Estados Unidos | 2019        | 9        | 0     |

## Estadísticas

### Clubes
- Actualizado hasta el 18 de diciembre de 2016.

| Club | Div.                | Temporada           | Liga  | Liga  | Liga   | Copas Nacionales(1) | Copas Nacionales(1) | Copas Nacionales(1) | Torneos Internacionales(2) | Torneos Internacionales(2) | Torneos Internacionales(2) | Total | Total | Total  | Medida goleadora(3) |
| Club | Div.                | Temporada           | Part. | Goles | Asist. | Part.               | Goles               | Asist.              | Part.                      | Goles                      | Asist.                     | Part. | Goles | Asist. | Medida goleadora(3) |
| --- | ------------------- | ------------------- | ----- | ----- | ------ | ------------------- | ------------------- | ------------------- | -------------------------- | -------------------------- | -------------------------- | ----- | ----- | ------ | ------------------- |
| Crucero del Norte Argentina |                     |                     |       |       |        |                     |                     |                     |                            |                            |                            |       |       |        |                     |
| 2.ª | 2016-17             | 4                   | 0     | 0     | 0      | 0                   | 0                   | -                   | -                          | -                          | 4                          | 0     | 0     | 0,00   |                     |
| Total club | Total club          | 4                   | 0     | 0     | 0      | 0                   | 0                   | -                   | -                          | -                          | 4                          | 0     | 0     | 0,00   |                     |
| Total en su carrera | Total en su carrera | Total en su carrera | 4     | 0     | 0      | 0                   | 0                   | 0                   | -                          | -                          | -                          | 4     | 0     | 0      | 0,00                |
| (1) Las copas nacionales se refiere a la Copa Argentina. (2) Las copas internacionales se refiere a la Copa Sudamericana. (3) Media de goles por encuentro. No incluye goles en partidos amistosos. |                     |                     |       |       |        |                     |                     |                     |                            |                            |                            |       |       |        |                     |

## Vida personal
Es el único hijo varón del Cabezón Ruggeri.Tiene tres hermanas: Daiana, Candela Ruggeri, actriz y bailarina, y Federica, su hermana melliza. Está en pareja con Eugenia Valenzuela.
Tras retirarse del fútbol profesional, se convirtió en influenciador y en empresario en el rubro de indumentaria.